# Müller Péter (író)
Müller Péter (Budapest, 1936. december 1. –) Kossuth- és József Attila-díjas magyar író, dramaturg, forgatókönyvíró, előadó. A hazai spirituális irodalom egyik legismertebb alakja. 1956-ban átesett egy halálélményen, a lábát szétlőtték. Ez a tapasztalat egész lényét és művészi célkitűzéseit megváltoztatta. Mind színpadi művei, mind regényei és esszékötetei ennek a megrendítő tapasztalatnak az élményéből születtek. Könyvei minden kétséget kizáróan az utóbbi évek legsikeresebb ezoterikus kötetei közé tartoznak, ezt jelzi a több százezer eladott példány. Spirituális művei mellett drámaírói tevékenysége is meghatározó. Itthon s a világ sok színpadán játszott szerző.

## Életpályája
Az I. István Gimnáziumban érettségizett 1955-ben. Ugyanebben az évben kezdte a pályáját rendezőasszisztensként, a Madách Színházban. Eredeti szakmáját tekintve dramaturg. 1965 óta művek sokaságát állította színpadra, a színházban.

## Családja
Müller Jenő gépészmérnök és Wollner Lili (Lívia) fia. Szülei 1929. december 3-án Eperjesen kötöttek házasságot a zsidó vallás rítusa szerint, majd a háború után elváltak.
Házas, feleségével 1956-ban ismerték meg egymást. Két gyermeke van: lánya, Müller Júlia (1964) színésznő és nevelt fia, Müller Péter Sziámi (1951) költő-énekes.
Mindig is a test és a lélek összhangját hirdette. Nyolc éven át bokszolt, idősebb korában is majdnem minden nap lejárt a konditerembe edzeni.

## Színházi tevékenysége

### Drámák
- Két marék aprópénz. Színmű; rendezői utószó Ardó Mária; Népművelési Intézet, Bp., 1962 (Színjátszók kiskönyvtára)
- A halál fekete angyala; in: Tudni kell dönteni; NPI, Bp., 1975 (Színjátszók kiskönyvtára)
- Szemenszedett igazság. Bűnügyi komédia; Madách Színház, Bp., 1990 (Madách Színház műhelye)
- Márta, tragédia. Müller Péter: A lélek színpada I., Budapest, Magyar Könyvklub (2002)
- Szemenszedett igazság, bűnügyi komédia, Müller Péter: A lélek színpada I., Budapest, Magyar Könyvklub (2002)
- Dávid király, Müller Péter: A lélek színpada I. Budapest, Magyar Könyvklub (2002)
- Lugosi, A vámpír árnyékában. Müller Péter: A lélek színpada I., Budapest, Magyar Könyvklub (2002)
- A vihar kapujában (Akutagava műve alapján) Müller Péter: A lélek színpada I., Budapest, Magyar Könyvklub (2002)
- Szomorú vasárnap (1983)
- Dr. Herz (1987)
- Mária evangéliuma (1990)
- Isten pénze, Dickens, Karácsonyi éneke alapján (1994)
- Beszterce ostroma (Mikszáth Kálmán műve alapján)

## Művei

### Regény
- Részeg józanok (1973)
- A madárember (1977)
- Világcirkusz (1988)
- Világcirkusz. A XI. parancsolat; Édesvíz, Bp., 1998
- Részeg józanok. Ötven év múltán; Rivaldafény, Bp., 2017
- Világvége!!! Játék és vallomás; Rivaldafény, Bp., 2019
- Búcsúelőadás. Tragikus bohócparádé két részben; Rivaldafény, Bp., 2020
- Anyám titkos könyve; Rivaldafény, Bp., 2021

### Drámakötetek
- Búcsúelőadás; Magvető Kiadó, Budapest, 1981
- Szomorú vasárnap; riportok Bartal Csaba, szerk. Vinkó József, Justin Éva; Welcome, Bp., 1998
- A lélek színpada I. Drámák
- A lélek színpada II. Zenés játékok; Jonathan Miller Kiadó, Budapest, 2002

### Spirituális művei
- Kígyó és kereszt, Édesvíz Kiadó, Bp., 1992 (Üzenetek a szellemvilágból sorozat) (a katalógusokban formailag hibás ISBN-nel szerepel) ISBN 9397940618
- Lomb és gyökér, Édesvíz Kiadó (1993)
- A Miatyánk spirituális értelme; Édesvíz, Bp., 1995 (Édesvíz zsebkönyvek)
- Benső mosoly I-II., Édesvíz Kiadó (1995)
  - 1. Az önismeretről
  - 2. A meditációról
- Boldogság, Édesvíz Kiadó (1997), Életmű sorozat (2004), ISBN 9789635290178
- Jóskönyv – Ji-King mindennapi használatra, Doctor Herz Bt. (2001)
- Titkos tanítások. Alapkérdések – végső válaszok; Jonathan Miller Kft. (2003)
- Mesterek. Beszélgetések a világról és a túlvilágról Müller Péterrel és Popper Péterrel; interjú Révai Gábor; Jonathan Miller Kft., Bp., 2003
- Szeretetkönyv, Alexandra Kiadó (2006) ISBN 9633700639
- Örömkönyv, Alexandra Kiadó (2007) ISBN 9789633704721
- Lélekképek; fotó Vizúr János, idézetek Müller Péter; Alexandra, Pécs, 2008
- Varázskő, Alexandra Kiadó (2008) ISBN 9789633708774
- Gondviselés. Beszélgetés a sorsunkról; Alexandra, Pécs, 2009 ISBN 9789632971049
- Isten bohócai. Lélek, játék és tánc... hogy a bajt eloszlassa a derű; Alexandra, Pécs, 2010 ISBN 9789632973685
- Szeretetről, szerelemről, szeretkezésről; Alexandra, Pécs, 2011 (Útravaló) ISBN 9789632975528
- Örömről, játékról, önfeledtségtől; Alexandra, Pécs, 2012 (Útravaló sorozat) ISBN 9789633570661
- Sorsról és életről; Alexandra, Pécs, 2012 (Útravaló sorozat) ISBN 9789632978260
- Férfiélet, női sors, Rivaldafény Kiadó (2013) ISBN 9789638985200
- Szeretetkönyv; bőv. kiad.; Rivaldafény, Bp., 2014
- Halhatatlan szerelem, Rivaldafény Kiadó (2014) ISBN 9789638985231
- Jóskönyv. Ji king a ma emberének; 2. jav. kiad.; Rivaldafény, Bp., 2015
- Életművészet. Tanácsok a Jóskönyv használatához; Rivaldafény kiadó (2015) ISBN 9789638985255
- Aranyfonál. Kapcsolat a szellemvilággal; Rivaldafény, Bp., 2016
- Örömkönyv. Várj, míg az angyalok súgnak!; Rivaldafény, Bp., 2016
- Vallomás a szerelemről; Rivaldafény, Bp., 2018
- Jóskönyv. Ji-king a ma emberének; 2. jav. kiad.; Rivaldafény, Bp., 2018
- Varázskő. Akármi történik, a kő megmenthet téged...; Rivaldafény, Bp., 2018
- Boldogság. Naptárkönyv, 2022; összeáll., szerk. Szalai Lilla; Kossuth, Bp., 2021

## Hangoskönyvek
- Élőszóval – Az Örömkönyv legszebb részei a szerző előadásában (CD), Alexandra Kiadó (2008)
- Müller Péter a mesterkurzuson (Gyűjteményes DVD 1.), Affarone Kft, 2008, EAN 5999557320004
- A várakozás művészete / Gondviselés; Kossuth Kiadó, Mojzer Kiadó, 2017

## Filmek
- Krebsz, az isten (forgatókönyvíró), 1969
- Szép maszkok – 5 részes televízió sorozat (forgatókönyvíró), 1973
- Tűzoltó utca 25. (szereplő)
- K. O. (forgatókönyvíró, 1978)
- Utolsó alkalom (TV film, forgatókönyvíró, 1981)[6]
- Hungarian Dracula (TV film, forgatókönyvíró, 1983)
- Isten veletek, barátaim! (szereplő)
- Viadukt, szereplő
- Mária evangéliuma (TV film), író
- A tudatos élet, ismeretterjesztő film, szereplő
- Tér, idő, tudat: dimenziók hálója (TV film), szereplő
- Művészetek üzenete: az ihlettől a manifesztációig (TV film), szereplő
- Valaki (szereplő)

## Természetgyógyász Magazin
A szerkesztőbizottság tagja.

## Díjai
- Filmkritikusok díja (1979)
- Onasszisz-díj (Lugosi című drámájáért) (1997)
- A Magyar Köztársasági Érdemrend tisztikeresztje (1997)
- József Attila-díj (1998)
- Zugló díszpolgára (2013)[8]
- Kossuth-díj (2019)[9]